# Liste der Stolpersteine in Bad Nenndorf
In der Liste der Stolpersteine in Bad Nenndorf werden die vorhandenen Gedenksteine aufgeführt, die im Rahmen des Projektes Stolpersteine des Künstlers Gunter Demnig bisher in Bad Nenndorf verlegt worden sind.

## Verlegte Stolpersteine
| Adresse                   | Name                | Inschrift                                                                                                  | Verlegedatum  | Bild                                                       | Anmerkung |
| ------------------------- | ------------------- | --- | ------------- | ---------------------------------------------------------- | --- |
| Hauptstraße 14 (Standort) | Ernst Blumenberg    | Hier wohnte Ernst Blumenberg Jg. 1888 verhaftet 1937 Zuchthaus Hameln Flucht 1939 Shanghai überlebt in USA | 17. Sep. 2009 | Stolperstein Bad Nenndorf Hauptstraße 14 Ernst Blumenberg  | |
| Hauptstraße 27 (Standort) | Jeanette Apolant    | Hier wohnte Jeanette Apolant geb. Kahn Jg. 1863 deportiert 21.7.1942 Theresienstadt tot 22.11.1942         | 17. Sep. 2009 | Stolperstein Bad Nenndorf Hauptstraße 27 Jeanette Apolant  | Jeanette Apolant (geboren 24. August 1863 in Eschwege als Jeanette Kahn; gestorben 22. November 1942 im KZ Theresienstadt) und ihre Schwester Franziska Kahn betrieben 1937 einen Kaufmannsladen in der Adolf-Hitler-Straße 27 in Bad Nenndorf. Das Geschäft „S. Apolant“ bestand zu jener Zeit bereits über 50 Jahre. Simon Apolant (* 1834) hatte es mit seiner Frau in den 1880er Jahren gegründet. Die Schwestern verzogen im hochbetagten Alter aus Bad Nenndorf nach Eschwege und wurden 1942 in das KZ Theresienstadt deportiert, wo Jeanette Apolant am 22. November 1942 verstarb. |
| Hauptstraße 27 (Standort) | Franziska Kahn      | Hier wohnte Franziska Kahn geb. Kahn Jg. 1868 deportiert 21.7.1942 Theresienstadt tot 5.10.1942            | 17. Sep. 2009 | Stolperstein Bad Nenndorf Hauptstraße 27 Franziska Kahn    | geboren am 29. August 1868 in Eschwege |
| Parkstraße 8 (Standort)   | Franziska Jacobsohn | Hier wohnte Franziska Jacobsohn geb. Adler Jg. 1879 Theresienstadt ermordet 1944 in Auschwitz              | 20. Okt. 2010 | Stolperstein Bad Nenndorf Parkstraße 8 Franziska Jacobsohn | geboren am 31. Juli 1879 in Rodenberg |
| Parkstraße 8 (Standort)   | Alfred Jacobson     | Hier wohnte Alfred Jacobsohn Jg. 1870 deportiert 1942 Theresienstadt ermordet Juli 1944 in Auschwitz       | 20. Okt. 2010 | Stolperstein Bad Nenndorf Parkstraße 8 Alfred Jacobsohn    | geboren am 27. September 1870 in Friedrichstadt |
| Parkstraße 8 (Standort)   | Frieda Weitzenkorn  | Hier wohnte und arbeitete Frieda Weitzenkorn Jg. 1879 deportiert 1943 ermordet April 1943 in Auschwitz     | 20. Okt. 2010 | Stolperstein Bad Nenndorf Parkstraße 8 Frieda Weitzenkorn  | geboren am 12. April 1879 in Helsen |
| Parkstraße 8 (Standort)   | Kurt Hirsch         | Hier wohnte und arbeitete Kurt Hirsch Jg. 1915 deportiert 1941 Minsk ???                                   | 20. Okt. 2010 | Stolperstein Bad Nenndorf Parkstraße 8 Kurt Hirsch         | geboren am 31. Oktober 1915 in Frimmersdorf |